# Predrag Đajić
Predrag Đajić, né le 1er mai 1922 à Sarajevo (Royaume des Serbes, Croates et Slovènes, actuelle Bosnie-Herzégovine), décédé le 13 mai 1979 à Varsovie (Pologne), était un footballeur yougoslave, qui évoluait au poste de milieu de terrain à l'Étoile rouge de Belgrade et en équipe de Yougoslavie dans les années 50.
Đajić n'a marqué aucun but lors de ses dix-sept sélections avec l'équipe de Yougoslavie entre 1949 et 1953. 

## Carrière
- ?-1940 : Slavija Sarajevo  Royaume de Yougoslavie
- 1940-1941 : Jugoslavija Belgrade  Royaume de Yougoslavie
- 1945-1955 : Étoile rouge de Belgrade  Yougoslavie

## Palmarès

### En équipe nationale
- 17 sélections et 0 but avec l'équipe de Yougoslavie entre 1949 et 1953.

### Avec l'Étoile rouge de Belgrade
- Vainqueur du Championnat de Yougoslavie en 1951 et 1953.
- Vainqueur de la Coupe de Yougoslavie en 1948, 1949 et 1950.